# 海灣黏盲鰻
海灣黏盲鳗，为盲鳗科黏盲鳗属的鱼类。分布於中太平洋東部的加利福尼亞灣海域，屬深海底棲魚類，棲息深度在水深198至1330公尺，體長可達48.1公分，棲息在泥底質海域。